# Ernst Eckert
Ernst R. G. Eckert (Praga, 8 de setembro de 1904 — Saint Paul (Minnesota), 8 de julho de 2004) foi um engenheiro teuto-estadunidense.